# 星空暗流

《星空暗流》台灣中文版封面

《星空暗流》（The Currents of Space），是美國作家以撒·艾西莫夫出版於1952年的長篇科幻小說，「銀河帝國三部曲」的第二部（依出版順序則是第三部）。在這部小說裡，川陀王國已經席捲半壁銀河，處心積慮繼續擴展勢力。

## 故事情節
經過若干年的星際爭霸戰，川陀已經席捲銀河的半邊江山，只剩下富甲一方的薩克世界能與之抗衡。薩克的經濟命脈是其殖民地弗羅倫納的特產，這種稀有植物無法在其他星球生長，而因為薩克賺取了全球的財富，川陀對此覬覦已久。
愚可，一個曾經過心靈改造的白痴，無人知道他的來歷，只知道他突然出現在弗羅倫納，某一天，愚可突然宣稱弗羅倫納的未日即將來臨，即個銀河帝國亦將遭到同樣的命運。為了挽救整個銀河，薩克和川陀攜手合作，破壞陰謀者的奸計。

## 外部連結
- 艾西莫夫官方網頁 （页面存档备份，存于）